# Unidade de liquefação de gás natural
A unidade de liquefação de gás natural é uma unidade industrial destinada ao processamento e transformação física do gás natural, sendo o elemento central de um projeto de GNL. Compõe-se basicamente, de uma unidade de tratamento, de um conjunto de trocadores de calor e de tanques de armazenagem (Souza, 2007).
O processo consiste em reduzir a temperatura do gás natural a -161°C, o que leva a uma redução de volume de cerca de 600 vezes.
O conjunto de trocadores de calor, peça principal da liquefação, funciona segundo o mesmo princípio de um refrigerador doméstico. Um gás refrigerante (em geral, uma mistura de metano, etano e propano) é pressurizado e em seguida expande-se através de uma válvula (Efeito Joule-Thomson), extraindo calor do gás natural que chega aos trocadores de calor.
Há diferentes tipos de trocadores, mas quase todas as instalações dividem-se em conjuntos paralelos (chamados "trens de GNL"), capazes de liquefazer de 2,0 a 2,5 Mtpa (Million Tonnes per Annum) cada um. Os mais recentes "trens de liquefação" tendem a ter dimensões bem maiores, como a terceira unidade de RasLaffan, no Qatar, inaugurada em 2004 com capacidade de 4,7 Mtpa.
O processo de liquefação requer a remoção de impurezas do GN como gás carbônico, enxofre, nitrogênio, mercúrio e água, além do condensado, o que ocorre na unidade de tratamento. O processo inclui a separação do gás liquefeito de petróleo (GLP), basicamente propano e butano, que poderá ser vendido como produto final ou reinjetado no GNL, dentro dos limites de solubilidade ou de especificação do produto. Como resultado, o GNL é tipicamente composto em sua maior parte de metano (98%) (Souza, 2007).

## História do Processo
O processo de liquefação do gás natural é datado do século XIX quando o químico e físico britânico Michael Faraday realizou experimentos de liquefação de diversos tipos de gases, incluindo o gás natural, e a construção, pelo engenheiro alemão Karl Von Linde, do primeiro compressor de refrigeração prático em Munique no ano de 1873. A primeira planta de liquefação de gás natural foi construída na Virgínia Ocidental em 1912, com início de operação em 1917. Já a primeira planta de escala comercial de liquefação foi construída em Cleveland, Ohio, em 1941, com o gás natural estocado em tanques a pressão atmosférica.
Com a liquefação do gás natural tornou-se possível seu transporte a grandes distâncias. Em janeiro de 1959, o primeiro navio-tanque de GNL, o Methane Pioneer, transportou uma carga do Lago Charles, Louisiana, para a Ilha Canvey, no Reino Unido, mostrando a viabilidade técnica do transporte. A atividade comercial começou cinco anos depois, com o navio metaneiro Methane Princess, com cerca de cinco vezes a capacidade do Methane Pioneer.